# South Park: Chef's Luv Shack
South Park: Chef's Luv Shack è un videogioco party in 2D basato sulla serie televisiva animata South Park. È stato pubblicato nel 1999 per Dreamcast, PlayStation, Nintendo 64 e PC. Il titolo consiste in una serie di minigiochi che vedranno i vari giocatori confrontarsi l'uno contro l'altro per ottenere il maggior numero di punti possibile.